# Casa Quintana (Caldes de Malavella)
La Casa Quintana és un edifici plurifamiliar situat entre els carrers Prim i Santa Maria a la vila de Caldes de Malavella (la Selva). L'edifici fou construït en un moment en què Caldes era un dels destins claus per a l'activitat balneària i d'estiueig i algunes de les seves cases es llogaven als turistes. Es bastí en diverses etapes segurament seguint la idea del propietari Pere Quintana.
És un edifici conformat per planta baixa i dos pisos, amb 3 cossos (la cantonada i, un lateral a cada carrer, simètrics). La coberta és un terrat a la catalana que intercala balcons i antefixes, amb teula àrab i ràfec treballat amb ceràmica de colors: blau, vermell i verd. La planta baixa, a on ara hi ha situada una oficina bancària, ha estat modificada. Al primer pis, hi ha una tribuna angular hexagonal amb decoració de garlandes, coronada per un cupulí amb tessel·les de color verd i, amb conjunts de tres finestres amb balconada. A cada costat de la tribuna hi ha un balcó amb tres obertures (una porta i dues finestres) amb arc rampant i separades per petites columnes (sobre la porta la conjunció dels arcs rampants conforma un element voladís). El segon pis segueix la mateixa estructura que el primer d'obertures amb un petit balcó, però en aquest cas no hi ha tribuna. Les finestres dels cossos laterals, quatre a cada banda, són també amb arc rampant. Totes les obertures estan envoltades per plafons motllurats de pedra artificial. Adossat a la façana que dona al Carrer Prim, hi ha un balcó decorat amb garlandes i, a sobre hi ha dues finestres en arc de mig punt.